# Room for PlayStation Portable
Pour les articles homonymes, voir Home.
Room for PlayStation Portable (stylisé officiellement R∞M — c’est-à-dire avec la première et la dernière lettres en majuscule, et les lettres intermédiaires "oo" suggérées par un Symbole de l'infini), également commercialisé sous le nom de PlayStation Room, était un réseau social communautaire dont le développement a été interrompu le 15 avril 2010. Il était développé par Sony Computer Entertainment Japan et testé en bêta au Japon, d’octobre 2009 à avril 2010 pour la PlayStation Portable via le PlayStation Network. Le service était similaire à celui de la PlayStation 3, PlayStation Home.
Room a été annoncé pour la première fois lors du TGS 2009. Il pouvait être lancé directement depuis la section PlayStation Network de la XrossMediaBar de la PSP après téléchargement et installation. Comme pour Home, les possesseurs de PSP pouvaient inviter d'autres utilisateurs dans leurs pièces virtuelles (appelées « mes pièces ») pour « profiter d'une communication en temps réel ». Le service aurait été gratuit, avec du contenu premium disponible dès le lancement. Il devait être compatible avec tous les modèles de PSP. Sony avait annoncé que les utilisateurs pourraient créer des avatars, des espaces personnels, des blogs, des albums photo, ainsi qu'accéder à un service de messagerie instantanée.
Un test bêta fermé a eu lieu d’octobre 2009 jusqu’au 15 avril 2010, avec des invitations envoyées à certains utilisateurs de PSP. Les inscriptions étaient ouvertes au Japon du 24 septembre au 5 octobre 2009, via le site japonais officiel. Il fallait accéder à Internet depuis la PSP, avoir au moins 18 ans, et posséder un PlayStation Network.
Le développement du service a été interrompu le 15 avril 2010, à la suite des retours des participants. Sony Computer Entertainment Japan les a remerciés pour leur participation.[réf. nécessaire]